# Référendum constitutionnel libérien de 2020
Le référendum constitutionnel libérien de 2020 a lieu le 8 décembre 2020 afin de permettre à la population du Liberia de se prononcer sur plusieurs amendements de la constitution visant principalement à autoriser la double nationalité et à réduire la durée des mandats du président et des parlementaires.
Initialement prévu le 13 octobre 2020, le scrutin est reporté de deux mois en raison de la pandémie de Covid-19.
Le scrutin voit l'ensemble des propositions approuvées à une majorité absolue des suffrages exprimés, sans qu'aucune d'entre elles ne parvienne cependant à franchir le quorum exigé des deux tiers de ces mêmes suffrages, ce qui en rend le résultat invalide. Le manque d'information des électeurs quant aux effets et enjeux des amendements conduit à un faible taux de participation de seulement un tiers des inscrits, avec de surcroit un nombre de votes blancs et nuls par proposition dépassant quasi systématiquement celui des votes valides.

## Contexte

### Conditions de nationalité
La question de l'octroi de la double nationalité fait débat dans la société libérienne depuis plusieurs décennies. Fondé en 1816 par l'American Colonization Society (Société de colonisation américaine) sous l'impulsion de citoyens des États-Unis désireux de créer un foyer pour les esclaves noirs affranchis, le Liberia est devenu indépendant le 26 juillet 1847. Les descendants des colons noirs américains forment depuis une élite qui domine la vie politique du pays, une prédominance de plus de 170 ans devenue la source de tensions entre elle et la population « autochtone » défavorisée. Cette dernière est longtemps soumise à une ségrégation et ne finit par acquérir le droit d'acquérir la nationalité à la naissance qu'en 1904. La constitution libérienne de 1986 garde les traces de la fondation du pays en tant qu'État réservé aux Africains jusque dans les conditions d'obtention de la nationalité, réservée aux seuls descendants d'Africains noirs,,.
Les enfants nés d'au moins un parent ayant la nationalité libérienne doivent quant à eux effectuer des démarches administratives dès leurs dix-huit ans afin de « prêter allégeance » au pays avant leur vingt-trois ans, et renoncer à leur autre nationalité. À défaut, passé cet âge, la citoyenneté libérienne ne leur est possible que par une démarche classique de naturalisation. Or, le pays comporte une importante communauté d'origine libanaise dont les membres sont très impliqués dans l'économie du pays mais qui ne peuvent, du fait de ces restrictions, obtenir la nationalité et devenir propriétaires de biens fonciers. 
Dans le même temps, de nombreux membres de l'élite libérienne ayant conservé des liens très forts avec les États-Unis continuent à détenir plus ou moins secrètement la nationalité américaine, ce qui amène les autochtones à les accuser d'appauvrir le pays en investissant outre-Atlantique leurs revenus obtenus au Liberia,.
Par ailleurs, les première et deuxième guerre civile libérienne qui s'étalent de 1989 à 2003 entrainent le déplacement d'une importante part de la population qui trouve refuge à l'étranger et, en raison de la durée des conflits, finit pour une grande partie d'entre eux par en acquérir la nationalité. Cette situation conduit par conséquent plusieurs générations de descendants de réfugiés libériens détenteurs de leur nationalité d'accueil à se retrouver exclus de celle de leurs parents. Outre la perte de leurs droits civiques au pays, ces derniers sont également privés de l'héritage des membres de leur famille restés ou ayant retourné au Liberia,.

### Élection de George Weah

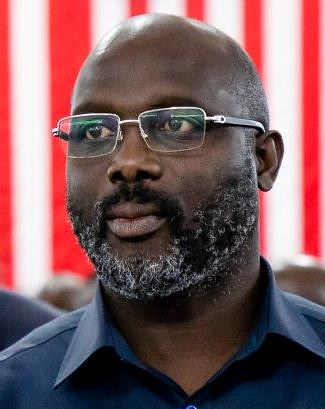
Le président George Weah en 2018.

Élu président avec plus de 60 % des suffrages lors du second tour de l'élection présidentielle de fin 2017, le joueur de football professionnel George Weah est le deuxième Libérien issu des populations autochtones à accéder à la présidence. Le mandat du Président du Liberia est alors de six ans, renouvelable une fois, depuis l'entrée en vigueur de la constitution de 1986. La longue tradition de mandat présidentiel de deux ans renouvelables indéfiniment mise en place par la constitution de 1847, puis porté à quatre ans en 1907, avait préalablement été rompue par le président William Tolbert, qui l'avait amendée pour introduire un mandat de huit ans non renouvelable. Cette même constitution de 1984 est également responsable de l'allongement des mandats des députés de quatre à six ans, et ceux des sénateurs de quatre à neuf ans.
Dès le début de son mandat, George Weah met en œuvre des propositions d'amendements de la constitution qu'il soumet aux deux chambres du Parlement. Après plusieurs mois de débats houleux qui font craindre un échec du projet, celui-ci les adopte en session conjointe le 30 septembre 2019, suivi de leur signature par Weah le 4 octobre. Conformément à la constitution, les amendements sont soumis au vote de la population passée une période de réflexion d'un an. Chacun des huit amendements fait l'objet d'un vote séparé organisé simultanément, pour lesquels les électeurs peuvent voter Pour ou Contre,.

### Report
Initialement prévu le 13 octobre 2020 en même temps que les élections sénatoriales, le référendum ainsi que ces dernières sont reportés au 8 décembre suivant en raison de la progression de la pandémie de maladie à coronavirus qui touche alors le pays, forçant notamment le gouvernement à fermer les frontières,,.
Le scrutin manque de peu de faire l'objet d'un second report quelques semaines avant la nouvelle date, en raison cette fois ci d'une décision de la Cour suprême, qui juge inconstitutionnelle l'organisation par le gouvernement d'un regroupement des huit amendements en seulement trois votes distincts. Saisie par l'opposition, la cour juge le 18 novembre 2020 à l'unanimité de ses membres que l'organisation du référendum telle que prévue par le gouvernement est contraire à la constitution. L'article 92 de cette dernière précise en effet que si plusieurs propositions d'amendements sont soumises au vote lors d'un référendum, celles ci doivent l'être de telle manière que les électeurs puissent voter pour ou contre chacune d'entre elles séparément l'une de l'autre. Or, le gouvernement prévoyait une mise au vote commune des cinq amendements concernant la durée des élus, regroupés en une seule question auquel les électeurs n'aurait pu voter pour ou contre que dans son ensemble. De même, les deux amendements concernant la date des élections et le délai de recours à ces dernières étaient également regroupés. La décision de la cour, perçue comme équivalente à un report du référendum, est aussitôt saluée par l'opposition,. Dans les jours qui suivent, la commission électorale libérienne déclare cependant être en mesure de fournir pour le 8 décembre de nouveaux bulletins séparés pour les huit amendements, de manière à se conformer à la décision de la cour tout en maintenant le scrutin à la date prévue,,.

## Objet

### Autorisation de la double nationalité
La premier amendement porte sur l'article 28 de la constitution. Il vise principalement à accorder la nationalité de manière automatique et inaliénable aux personnes nées d'au moins un parent possédant la citoyenneté libérienne, et à autoriser la double nationalité. Les individus concernés ne seraient ainsi plus obligés de demander la nationalité ni de renoncer à leur deuxième, sans plus avoir à craindre de se voir retirée celle libérienne,.
La nouvelle version de l'article 28 est par ailleurs augmentée de plusieurs interdictions faites aux binationaux en matière de poste et de mandats publics. Les binationaux ne peuvent ainsi prétendre à un emploi dans la fonction publique ni être élus à un mandat public. La constitution précise explicitement que cette interdiction s'applique aux membres de la Cour suprême, à ceux du gouvernement, aux responsables des commissions, agences et institutions publiques, aux ambassadeurs ainsi qu'aux officiers supérieurs de l'armée libérienne. Les binationaux retrouvent cependant le droit de prétendre à ces fonctions s'ils renoncent préalablement à leurs autres nationalités.

### Réduction des mandats présidentiels et parlementaires

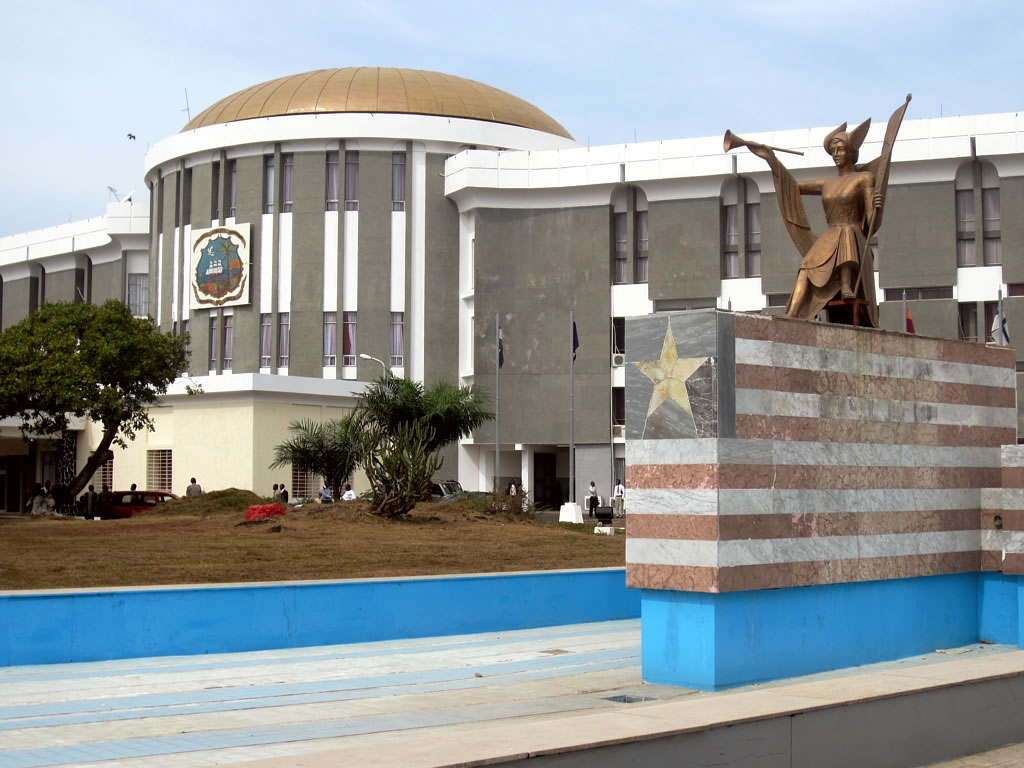
Bâtiment du Parlement à Monrovia

Les cinq amendements suivants portent sur les articles 45 et 47 à 50 de la constitution.
Il s'agit, pour l'article 50, de réduire la durée du mandat du président du Liberia de six à cinq ans, tout en conservant une limitation à un maximum de deux mandat présidentiel, consécutifs ou non. Cette limitation ne s'applique qu'au président, les autres élus concernés ci-dessous par l'amendement restent quant à eux rééligibles sans limitation de durée. Le vice-président étant élu en tant que colistier du candidat à la présidence lors de chaque élection présidentielle, son mandat est également réduit à cinq années,.
La modification de l'article 45 réduit également la durée du mandat des membres du Sénat de neuf à sept ans. Les trente sénateurs qui le composent, élus au scrutin direct, sont jusqu'alors renouvelés par moitié pour des mandats de neuf ans selon un calendrier qui voit s’échelonner deux élections espacées de trois ans, suivie d'une période de six ans sans renouvellement. L'amendement ferait passer la durée du mandat à sept ans, tout en laissant les sénateurs déjà élus terminer leur mandat de neuf ans,.
L'article 46 est modifié afin de réduire la durée du mandat des soixante treize membres de la Chambre des représentants de six à cinq ans, mais également pour modifier la répartition des sièges dans les circonscriptions électorales. Là ou celle-ci était auparavant inscrite dans la constitution de 1986, l'amendement confie sa mise en œuvre à une commission conjointe des deux chambres du parlement, susceptible de la tenir à jour avant chaque scrutin, le nouvel article se contentant d’imposer un minimum de trois sièges par circonscription. Cette décision est alors justifiée par les bouleversements démographiques des différents comtés à la suite des guerres civiles, qui ont rendu l'ancienne répartition des sièges trop éloignée de celle des habitants,. 
Les changements apportés à l'article 47 concernent quant à eux la réduction de six à cinq ans de la durée du mandat du président Pro tempore du Sénat — qui préside les sessions en l'absence du président du Sénat, fonction assurée par le vice-président — ainsi que des autres membres élus à des fonctions internes à la chambre haute, de manière à faire coïncider les nouveaux calendrier électoraux issus des autres articles. Les modifications de l'article 49 sont du même ordre, et visent à réduire de six à cinq ans la durée du mandat du président de la chambre, de son vice-président ainsi que des autres membres élus en interne à la chambre basse,.

### Changement des dates et recours des élections
Les deux derniers amendements soumis aux électeurs portent tous deux sur l'article 83, le premier modifiant son alinéa a, et le second l'alinéa c.
L'amendement de l'article 83-a consiste en un décalage de la date d'organisation des élections présidentielles et parlementaires. Celle-ci est en effet fixée par l'article 83 de la constitution au second jeudi du mois d'octobre de chaque année électorale— hors cas d'urgence tel que celui de la pandémie de coronavirus —. Or, cette date entraine la tenue des campagnes électorales à la saison des pluies, entraînant des complications d'ordre climatique pour les électeurs, les candidats et les membres de la commission électorale, les routes étant notamment affectées. En déplaçant la date au second jeudi du mois de novembre, l'amendement a pour but de placer l’entièreté des scrutins pendant la saison sèche,.
L'article 83-c est également amendé afin de réduire de trente à quinze jours le délai maximum que la constitution impose à la commission électorale pour réagir à un recours déposé contre les résultats d'une élection. Cette modification fait suite aux délais constatés lors de précédents scrutins dans la prise en compte de ces recours, qui entraient en conflit avec les dates de passation de pouvoir inscrites dans la constitution,.

## Controverse
L'amendement de l'article 50 sur la durée du mandat du président fait l'objet de critiques en raison d'une contradiction avec l'article 93. Ce dernier, qui n'est pas concerné par les propositions d'amendement, continuerait de spécifier que la limitation à deux mandat de six ans du président ne peut être l'objet d'un amendement que si celui-ci entre en vigueur après la fin du mandat du président en exercice. L'opposition craint alors que cette incohérence entre les deux articles quant à la durée du mandat du président ne serve un jour de prétexte à George Weah pour faire valider une candidature à un troisième mandat. Ce dernier rejette ces accusations, tandis que l'opposition appelle à voter contre l'amendement,.

## Forme et conditions
L'ensemble des propositions figurent sur un bulletin unique, accompagnées d'une description concise des conséquences ainsi que de cases Oui ou Non à cocher, chacune appairée à un symbole. Celles de réduction de la durée des mandats sont ainsi accompagnées des dessins d'une chaise, de petite taille pour le Oui, et de grande taille pour le Non. La proposition sur la double nationalité figure quant à elle sous la forme d'une main tenant un ou deux passeports, celle sur le décalage de la date des élections par un dessin figurant la météo de la saison des pluies ou de la saison sèche, et celle sur la durée réduite des réponses aux recours par les aiguilles d'une horloge.
Pour être considéré valide, chaque amendement doit franchir le quorum des deux tiers des suffrages exprimés. Bien que le quorum soit fixé aux deux tiers des votants par l'article 91 de la constitution, une décision de la Cour suprême en septembre 2011 a ramené celui-ci au seuil actuellement en vigueur, excluant les votes blancs et nuls du calcul des pourcentages,,,.

## Résultats

### Binationalité
| Choix                     | Votes     | %     | Quorum |
| ------------------------- | --------- | ----- | ------ |
| Pour                      | 202 017   | 51,43 | 66,66  |
| Contre                    | 190 814   | 48,57 |        |
|                           |           |       |        |
| Votes valides             | 392 831   | 47,33 |        |
| Votes blancs et invalides | 437 170   | 52,67 |        |
| Total                     | 830 001   | 100   |        |
| Abstention                | 1 646 535 | 33,49 |        |
| Inscrits/Participation    | 2 476 536 | 33,51 |        |

| Votes Pour (51,43 %) |  |  | Votes Contre (48.57 %) |

| ▲      |
| Quorum |

### Quinquennat présidentiel
| Choix                     | Votes     | %     | Quorum |
| ------------------------- | --------- | ----- | ------ |
| Pour                      | 237 501   | 54,24 | 66,66  |
| Contre                    | 200 359   | 45,76 |        |
|                           |           |       |        |
| Votes valides             | 437 860   | 52,77 |        |
| Votes blancs et invalides | 391 951   | 47,23 |        |
| Total                     | 829 811   | 100   |        |
| Abstention                | 1 646 725 | 66,49 |        |
| Inscrits/Participation    | 2 476 536 | 33,51 |        |

| Votes Pour (54,24 %) |  |  | Votes Contre (45,76 %) |

| ▲      |
| Quorum |

### Septennat des sénateurs
| Choix                     | Votes     | %     | Quorum |
| ------------------------- | --------- | ----- | ------ |
| Pour                      | 227 884   | 54,99 | 66,66  |
| Contre                    | 186 557   | 45,01 |        |
|                           |           |       |        |
| Votes valides             | 414 441   | 49,92 |        |
| Votes blancs et invalides | 415 694   | 50,08 |        |
| Total                     | 830 135   | 100   |        |
| Abstention                | 1 646 401 | 66,48 |        |
| Inscrits/Participation    | 2 476 536 | 33,52 |        |

| Votes Pour (54,99 %) |  |  | Votes Contre (45.01 %) |

| ▲      |
| Quorum |

### Quinquennat des représentants
| Choix                     | Votes     | %     | Quorum |
| ------------------------- | --------- | ----- | ------ |
| Pour                      | 220 143   | 55,03 | 66,66  |
| Contre                    | 179 903   | 44,97 |        |
|                           |           |       |        |
| Votes valides             | 400 046   | 48,19 |        |
| Votes blancs et invalides | 430 188   | 51,81 |        |
| Total                     | 830 234   | 100   |        |
| Abstention                | 1 646 302 | 66,48 |        |
| Inscrits/Participation    | 2 476 536 | 33,52 |        |

| Votes Pour (55,03 %) |  |  | Votes Contre (44,97 %) |

| ▲      |
| Quorum |

### Quinquennat du président du Sénat
| Choix                     | Votes     | %     | Quorum |
| ------------------------- | --------- | ----- | ------ |
| Pour                      | 221 236   | 54,80 | 66,66  |
| Contre                    | 182 515   | 45,20 |        |
|                           |           |       |        |
| Votes valides             | 403 751   | 48,64 |        |
| Votes blancs et invalides | 426 399   | 51,36 |        |
| Total                     | 830 150   | 100   |        |
| Abstention                | 1 646 386 | 66,48 |        |
| Inscrits/Participation    | 2 476 536 | 33,52 |        |

| Votes Pour (54,80 %) |  |  | Votes Contre (45,20 %) |

| ▲      |
| Quorum |

### Quinquennat du président de la Chambre
| Choix                     | Votes     | %     | Quorum |
| ------------------------- | --------- | ----- | ------ |
| Pour                      | 217 325   | 54,39 | 66,66  |
| Contre                    | 182 245   | 45,61 |        |
|                           |           |       |        |
| Votes valides             | 399 570   | 48,13 |        |
| Votes blancs et invalides | 430 683   | 51,87 |        |
| Total                     | 830 253   | 100   |        |
| Abstention                | 1 646 283 | 66,48 |        |
| Inscrits/Participation    | 2 476 536 | 33,52 |        |

| Votes Pour (54,39 %) |  |  | Votes Contre (45,61 %) |

| ▲      |
| Quorum |

### Date des élections en novembre
| Choix                     | Votes     | %     | Quorum |
| ------------------------- | --------- | ----- | ------ |
| Pour                      | 212 016   | 56,75 | 66,66  |
| Contre                    | 161 590   | 43,25 |        |
|                           |           |       |        |
| Votes valides             | 373 606   | 44,99 |        |
| Votes blancs et invalides | 456 785   | 55,01 |        |
| Total                     | 830 391   | 100   |        |
| Abstention                | 1 646 145 | 66,47 |        |
| Inscrits/Participation    | 2 476 536 | 33,53 |        |

| Votes Pour (56,75 %) |  |  | Votes Contre (43,25 %) |

| ▲      |
| Quorum |

### Réduction du délai des recours post-électoraux
| Choix                     | Votes     | %     | Quorum |
| ------------------------- | --------- | ----- | ------ |
| Pour                      | 176 789   | 50,20 | 66,66  |
| Contre                    | 175 347   | 49,80 |        |
|                           |           |       |        |
| Votes valides             | 352 136   | 42,41 |        |
| Votes blancs et invalides | 478 265   | 57,59 |        |
| Total                     | 830 401   | 100   |        |
| Abstention                | 1 646 135 | 66,47 |        |
| Inscrits/Participation    | 2 476 536 | 33,53 |        |

| Votes Pour (50,20 %) |  |  | Votes Contre (49,80 %) |

| ▲      |
| Quorum |

## Analyse
Le scrutin voit un grand nombre d'électeurs faire part de leur méconnaissance des enjeux des amendements et de la manière de remplir leurs bulletins uniques. Dans de nombreux bureaux de vote, le déroulement du référendum est retardé par les demandes d'explications des électeurs aux assesseurs. Une partie de la population est rendue perplexe par les sigles utilisés, n'ayant pas pu prendre connaissance à l'avance du contenu des bulletins de vote pour s'y familiariser. D'après plusieurs sondages de sortie des urnes, la situation conduit bon nombre d'électeurs à voter blanc en se débarrassant du bulletin dans l'urne sans le remplir avant d’aller voter aux élections sénatoriales organisées simultanément.
Les résultats officiels sont rendus publics le 1er avril 2021 après plusieurs mois d'attente liés à l'organisation d'un nouveau vote dans plusieurs circonscriptions où le premier avait été annulé pour causes d’irrégularités. L'ensemble des propositions d'amendements décrochent une majorité absolue des suffrages exprimés, qui varie entre un minimum de 50,20 % pour la réduction du temps d'attente des recours post électoraux à 56,75 % pour le changement de la date de tenue des élections. Aucune proposition ne parvient cependant à réunir la majorité qualifiée des deux tiers des suffrages exprimés, toutes échouant ainsi à remplir les conditions de validation requises pour amender la constitution. La participation est par ailleurs très faible, seul un électeur sur trois s'étant rendu aux urnes pour l'ensemble des propositions d'amendements, un résultat aggravé par le nombre particulièrement élevé de votes blancs et nuls. Chacune des huit propositions recueille moins de suffrages en sa faveur que le nombre de votes blancs et nuls la concernant, et seule une seule d'entre elles — sur le quinquennat présidentiel — voit le nombre de votes valides dépasser le nombre de votes blancs et nuls,,.